# Budynek przy Rynku Staromiejskim 10 w Toruniu
Budynek przy Rynku Staromiejskim 10 w Toruniu – kamienica znajdująca się na Rynku Staromiejskim w Toruniu, dawna siedziba Komendantury Twierdzy Toruń.
Budynek powstał w 1820 roku na miejscu kamienic patrycjuszowskich, zakupionych przez skarb państwa w latach 1818–1819. W 1875 roku, po dyslokacji komendantury do kamienicy przy Rynku Nowomiejski 22 umieszczono tu Zarząd Artylerii.
Zachowały się pozostałości po oryginalnych dwóch kamienicach gotyckich. Są to ściany boczne i łukowa wnęka ścienna z górą częścią XIV-wiecznego malowidła gotyckiego w korytarzu wejściowym. Malowidła przedstawiają m.in. walkę św. Jerzego ze smokiem oraz scenę pokłonu Trzech Króli. Zostały one odkryte w 2015 roku i konserwowane rok później.
Kamienica figuruje w gminnej ewidencji zabytków (nr 669).